# Nils van 't Hoenderdaal
Nils van 't Hoenderdaal (Amesterdão, 3 de outubro de 1993) é um desportista neerlandês que compete no ciclismo na modalidade de pista, especialista na prova de velocidade por equipas.
Ganhou três medalhas no Campeonato Mundial de Ciclismo em Pista, entre os anos 2016 e 2018, e duas medalhas de ouro no Campeonato Europeu de Ciclismo em Pista, nos anos 2015 e 2018.
Nos Jogos Europeus de 2019 obteve uma medalha de ouro na prova de velocidade por equipas. Participou nos Jogos Olímpicos de Verão de 2016, ocupando o 6.º lugar na prova de velocidade por equipas.

## Medalheiro internacional
| Campeonato Mundial | Campeonato Mundial         | Campeonato Mundial | Campeonato Mundial     |
| Ano                | Lugar                      | Medalha            | Competição             |
| ------------------ | -------------------------- | ------------------ | ---------------------- |
| 2016               | Londres ( Reino Unido)     | Medalha de prata   | Velocidade por equipas |
| 2017               | Hong Kong ( China)         | Medalha de prata   | Velocidade por equipas |
| 2018               | Apeldoorn ( Países Baixos) | Medalha de ouro    | Velocidade por equipas |
| Jogos Europeus     |                            |                    |                        |
| Ano                | Lugar                      | Medalha            | Competição             |
| 2019               | Minsk ( Bielorrússia)      | Medalha de ouro    | Velocidade por equipas |
| Campeonato Europeu |                            |                    |                        |
| Ano                | Lugar                      | Medalha            | Competição             |
| 2015               | Grenchen ( Suíça )         | Medalha de ouro    | Velocidade por equipas |
| 2018               | Glasgow ( Reino Unido)     | Medalha de ouro    | Velocidade por equipas |

1. ↑  Competiu na rodada de classificação.